# بازی‌های پاراآسیایی ۲۰۲۲
بازی‌های پارآسیایی ۲۰۲۲ (انگلیسی: 2022 Asian Para Games) چهارمین دوره بازی‌های پارآسیایی بود که قرار بود اکتبر سال ۲۰۲۲ میلادی در هانگژو چین برگزار شود چین در سال ۲۰۱۰ گوانگژو میزبان اولین دوره این رقابت‌ها نیز بوده‌است. این بازی ها ۲۲ اکتبر ۲۰۲۳ توسط معاون نخست وزیر چین در مرکز نمایشگاه ورزشی المپیک هانگژو رسما افتتاح شد.چین برای چهارمین بار متوالی قهرمان این مسابقات شد و ایران با تاریخ سازی در جایگاه دوم ایستاد.  

## ورزش ها
| \| \| - تیراندازی با کمان - دو و میدانی - بدمینتون - بازی‌های تخته‌ای - شطرنج - گو - بوچیا - قایقرانی - دوچرخه‌سواری - جاده - پیست \| - فوتبال کم‌بینایان (۱) - گلبال (۲) - جودو - بولینگ روی چمن - پاورلیفتینگ (۲۰) - روئینگ - والیبال نشسته (۲) - تیراندازی - شنا \| - تنیس روی میز - تکواندو - بسکتبال با ویلچر (۲) - شمشیربازی با ویلچر (۱۸) - تنیس با ویلچر (۶) \| | | |                                                                                               |
| | - تیراندازی با کمان - دو و میدانی - بدمینتون - بازی‌های تخته‌ای - شطرنج - گو - بوچیا - قایقرانی - دوچرخه‌سواری - جاده - پیست | - فوتبال کم‌بینایان (۱) - گلبال (۲) - جودو - بولینگ روی چمن - پاورلیفتینگ (۲۰) - روئینگ - والیبال نشسته (۲) - تیراندازی - شنا | - تنیس روی میز - تکواندو - بسکتبال با ویلچر (۲) - شمشیربازی با ویلچر (۱۸) - تنیس با ویلچر (۶) |

## جدول مدال
*   کشور میزبان
| رتبه            | کشور              | طلا | نقره | برنز | مجموع |
| --------------- | ----------------- | --- | ---- | ---- | ----- |
| ۱               | چین*              | ۲۱۳ | ۱۶۷  | ۱۴۰  | ۵۲۰   |
| ۲               | ایران             | ۴۴  | ۴۶   | ۴۱   | ۱۳۱   |
| ۳               | ژاپن              | ۴۲  | ۴۸   | ۵۹   | ۱۴۹   |
| ۴               | کره جنوبی         | ۳۰  | ۳۳   | ۴۰   | ۱۰۳   |
| ۵               | هند               | ۲۹  | ۳۱   | ۵۱   | ۱۱۱   |
| ۶               | اندونزی           | ۲۹  | ۳۰   | ۳۶   | ۹۵    |
| ۷               | تایلند            | ۲۷  | ۲۶   | ۵۵   | ۱۰۸   |
| ۸               | ازبکستان          | ۲۵  | ۲۴   | ۳۰   | ۷۹    |
| ۹               | فیلیپین           | ۱۰  | ۴    | ۵    | ۱۹    |
| ۱۰              | هنگ کنگ           | ۸   | ۱۵   | ۲۴   | ۴۷    |
| ۱۱              | قزاقستان          | ۸   | ۱۲   | ۲۱   | ۴۱    |
| ۱۲              | مالزی             | ۷   | ۱۵   | ۱۷   | ۳۹    |
| ۱۳              | چین تایپه         | ۴   | ۴    | ۱۲   | ۲۰    |
| ۱۴              | امارات متحده عربی | ۴   | ۴    | ۳    | ۱۱    |
| ۱۵              | اردن              | ۴   | ۲    | ۱    | ۷     |
| ۱۶              | عراق              | ۳   | ۷    | ۴    | ۱۴    |
| ۱۷              | سنگاپور           | ۳   | ۳    | ۲    | ۸     |
| ۱۸              | سری‌لانکا          | ۲   | ۵    | ۴    | ۱۱    |
| ۱۹              | عربستان سعودی     | ۲   | ۴    | ۳    | ۹     |
| ۲۰              | مغولستان          | ۲   | ۳    | ۳    | ۸     |
| ۲۱              | عمان              | ۲   | ۲    | ۰    | ۴     |
| ۲۲              | ویتنام            | ۱   | ۱۰   | ۹    | ۲۰    |
| ۲۳              | قرقیزستان         | ۱   | ۲    | ۱    | ۴     |
| ۲۴              | نپال              | ۱   | ۱    | ۱    | ۳     |
| ۲۵              | پاکستان           | ۱   | ۰    | ۰    | ۱     |
| ۲۶              | تیمور شرقی        | ۰   | ۱    | ۰    | ۱     |
| ۲۷              | میانمار           | ۰   | ۰    | ۳    | ۳     |
| ۲۸              | سوریه             | ۰   | ۰    | ۲    | ۲     |
| ۲۹              | بحرین             | ۰   | ۰    | ۱    | ۱     |
| ۲۹              | قطر               | ۰   | ۰    | ۱    | ۱     |
| ۲۹              | ماکائو            | ۰   | ۰    | ۱    | ۱     |
| ۲۹              | کویت              | ۰   | ۰    | ۱    | ۱     |
| ۲۹              | یمن               | ۰   | ۰    | ۱    | ۱     |
| مجموع (۳۳ کشور) | مجموع (۳۳ کشور)   | ۵۰۲ | ۴۹۹  | ۵۷۲  | ۱۵۷۳  |

## کشور های شرکت کننده
| کشورهای شرکت کننده |
| --- |
| - افغانستان (۱۹) - بنگلادش (۱۲) - بحرین (۷) - بوتان (۴) - برونئی (۱) - کامبوج (۲۴) - چین (۴۳۹) (میزبان) - هنگ کنگ (۹۸) - هند (۳۰۹) - اندونزی (۱۳۰) - ایران (۲۰۹) - عراق (۵۵) - ژاپن (۲۵۹) - اردن (۱۷) - قزاقستان (۱۳۱) - کره جنوبی (۲۱۳) - کویت (۲۵) - قرقیزستان (۲۸) - لائوس (۱۶) - لبنان (۴) - ماکائو (۱۸) - مالزی (۹۹) - مالدیو (۵) - مغولستان (۶۳) - میانمار (۱۹) - نپال (۱۷) - عمان (۷) - پاکستان (۱۱) - فلسطین (۵) - فیلیپین (۷۲) - قطر (۱۰) - عربستان سعودی (۲۶) - سنگاپور (۳۱) - سری‌لانکا (۲۶) - سوریه (۱۲) - چین تایپه (۹۳) - تاجیکستان (۹) - تایلند (۳۱۴) - تیمور شرقی (۱۰) - ترکمنستان (۱۱) - امارات متحده عربی (۴۲) - ازبکستان (۱۰۳) - ویتنام (۷۱) - یمن (۴) |